# Nokwanda Mngeni
Nokwanda Mngeni là một kế toán viên và giám đốc kinh doanh người Nam Phi. Bà là Giám đốc điều hành trước đây của Eskom Uganda Limited (EUL), một công ty điện lực quản lý hai nhà máy thủy điện thuộc sở hữu của chính phủ, trong một nhượng bộ 20 năm trong khuôn khổ quy định của chính phủ Uganda. EUL là một công ty con thuộc sở hữu của Eskom, tập đoàn năng lượng Nam Phi.

## Bối cảnh và giáo dục
Mngeni được sinh ra ở Đông Cape, Nam Phi, khoảng năm 1962 với cha mẹ là Mercy Nisipho và Belton Bonsile. Bà là con thứ tư trong một gia đình có tám anh chị em.
Mngeni học tại Đại học Fort Hare, tốt nghiệp Cử nhân Thương mại. Sau đó, bà chuyển đến Đại học Nam Phi, nơi cô có bằng Cử nhân Khoa học Kế toán. Sau đó, Mngeni đã nhận được bằng Cao đẳng Quản lý Chiến lược và Chứng chỉ Nâng cao về Kiểm toán của Đại học Thành phố New York ở Hoa Kỳ.

## Lịch sử công việc
Sự nghiệp của Nokwanda bắt đầu từ năm 1993 khi cô gia nhập Eskom với tư cách là một kế toán viên. Bà vươn lên qua các cấp bậc, làm giám đốc tài chính, rồi làm tổng giám đốc tài chính. Năm 2003, bà được chuyển sang công ty con 100% Eskom Uganda Limited của Eskom vào năm 2003, làm giám đốc tài chính cho đến năm 2008, và sau đó được bổ nhiệm làm CEO của EUL.
Trong nhiệm kỳ của mình tại EUL, Mngeni được ghi nhận với việc thành lập một chương trình quản lý nhân tài tại công ty. Chương trình xác định các nhân viên có năng lực, sau đó được đào tạo để phù hợp với vai trò lãnh đạo trong lĩnh vực năng lượng. Kể từ năm 2003, hơn mười cá nhân đã được đào tạo và thuê / giữ lại tại EUL. Mngeni cũng được ghi nhận với việc thành lập các Nhà sản xuất và phân phối điện của Uganda (EGADOU), một hiệp hội nhằm thúc đẩy thực tiễn tốt nhất và chia sẻ thông tin giữa các công nhân trong ngành.

## Những thành tích khác
Vào tháng 5 năm 2015, Nokwanda Mngeni đã được ESI Châu Phi, một cổng thông tin về các bên liên quan về quyền lực và tiện ích nêu tên trong số 60 nhân vật có ảnh hưởng nhất ở Đông và Tây Phi 